# Gamla pappershandeln, Edsbyn
Gamla pappershandeln är en byggnad i Edsbyn uppförd år 1907. Den är ritad av byggmästare Olof Johansson. Pappershandeln blev byggnadsminne år 1990.

## Historik
Byggnaden uppfördes för uthyrning på uppdrag av bonden Per Persson. Den innehöll butiks- och banklokaler på bottenvåningen samt bostäder på övervåningen.
Butiken disponerades ursprungligen av en guldsmed men övertogs sedan av en pappershandlare som under många år drev sin affärsrörelse i huset. Banklokalen, som användes av Bollnäs folkbank, försågs med ett murat bankvalv nära huskroppens mitt.
Övervåningen används än i dag som bostäder.

## Beskrivning
Byggnaden är uppförd i trä. Gatufasaden har en symmetrisk konstruktion. Byggnaden har renässansmotiv, vilket bland annat ses i sidofasadernas takkupor.
Skyltfönstren åt gatan sattes in under något av 1900-talets första årtionden och har anpassats till byggnaden genom så väl proportioner som snickeridetaljer. Gamla pappershandeln är välbevarad med bland annat innanfönster och ursprunglig inredning i trapphus.